# Steven Kenneth Fletcher
Steven Kenneth Fletcher (* 26. března 1987, Shrewsbury, Anglie, Spojené království) je skotský fotbalový útočník a reprezentant, v současnosti hráč klubu Sunderland AFC od ledna 2016 na hostování v Olympique Marseille.

## Klubová kariéra
- Hibernian FC (mládež)
- Hibernian FC 2004–2009
- Burnley FC 2009–2010
- Wolverhampton Wanderers FC 2010–2012
- Sunderland AFC 2012–
- →  Olympique Marseille (hostování) 2016–[2]

## Reprezentační kariéra
V A-mužstvu Skotska debutoval 26. 3. 2008 v přátelském utkání v Glasgowě proti reprezentaci Chorvatska (remíza 1:1).